# Lista odcinków serialu anime Miecz zabójcy demonów – Kimetsu no Yaiba

Logo serialu anime

Artykuł zawiera listę wszystkich wyemitowanych odcinków telewizyjnego serialu anime Miecz zabójcy demonów – Kimetsu no Yaiba, produkowanego na podstawie mangi autorstwa Koyoharu Gotōge. Seria po raz pierwszy była emitowana w Japonii od 6 kwietnia do 28 września 2019 w stacjach Tokyo MX, GTV, GYT i BS11. W Polsce sezon ten jest dostępny za pośrednictwem platformy Netflix.
Drugi sezon zapowiedziano 14 lutego 2021. Jego pierwszą część, noszącą podtytuł Mugen Train Arc, emitowano od 10 października do 28 listopada 2021, druga zaś, z podtytułem Entertainment District Arc, była emitowana od 5 grudnia 2021 do 13 lutego 2022.
Po zakończeniu drugiego sezonu zapowiedziano sezon trzeci z podtytułem Katanakaji no sato-hen. Premiera odbyła się 9 kwietnia 2023 wraz z emisją godzinnego odcinka specjalnego. Sezon zakończył się 70-minutowym odcinkiem specjalnym, wyemitowanym 18 czerwca tego samego roku.
Po zakończeniu trzeciego sezonu zapowiedziano powstanie sezonu czwartego, który nosi podtytuł Hashira geiko-hen. Jego emisja rozpoczęła się 12 maja i zakończyła 30 czerwca 2024.

## Przegląd sezonów
| Sezon | Sezon | Odcinki | Odcinki        | Premiera serii       | Finał serii       |
| ----- | ----- | ------- | -------------- | -------------------- | ----------------- |
|       | 1     | 26      | 26             | 6 kwietnia 2019      | 28 września 2019  |
|       | 2     | 18      | 7              | 10 października 2021 | 28 listopada 2021 |
| 11    | 2     | 18      | 5 grudnia 2021 | 13 lutego 2022       |                   |
|       | 3     | 11      | 11             | 9 kwietnia 2023      | 18 czerwca 2023   |
|       | 4     | 8       | 8              | 12 maja 2024         | 30 czerwca 2024   |

## Lista odcinków

### Sezon 1 (2019)
| №  | #  | Tytuł | Reżyseria                        | Premiera         |
| -- | -- | --- | -------------------------------- | ---------------- |
| 1  | 1  | Okrucieństwo Zankoku (残酷)                                                                              | Haruo Sotozaki                   | 6 kwietnia 2019  |
| 2  | 2  | Mistrz Sakonji Urokodaki Iku-shu Urokodaki Sakonji (育手・鱗滝左近次)                                    | Haruo Sotozaki                   | 13 kwietnia 2019 |
| 3  | 3  | Sabito i Makomo Sabito to Makomo (錆兎と真菰)                                                            | Shin’ya Shimomura                | 20 kwietnia 2019 |
| 4  | 4  | Końcowa Selekcja Saishū senbetsu (最終選別)                                                              | Shin’ya Shimomura                | 27 kwietnia 2019 |
| 5  | 5  | Moja własna stal Onore no hagane (己の鋼)                                                                | Takashi Suhara                   | 4 maja 2019      |
| 6  | 6  | Szermierz i jego towarzysz demon Oni wo tsureta kenshi (鬼を連れた剣士)                                  | Jun’ichi Minano                  | 11 maja 2019     |
| 7  | 7  | Muzan Kibutsuji Kibutsuji Muzan (鬼舞辻 無惨)                                                            | Takahiro Majima Masashi Takeuchi | 18 maja 2019     |
| 8  | 8  | Zapach kuszącej krwi Genwaku no chi no kaori (幻惑の血の香り)                                            | Hideki Hosokawa                  | 25 maja 2019     |
| 9  | 9  | Demon temari i demon strzał Temari oni to yajirushi oni (手毬鬼と矢印鬼)                                 | Shin’ya Shimomura                | 1 czerwca 2019   |
| 10 | 10 | Na zawsze razem Zutto issho ni iru (ずっと一緒にいる)                                                    | Yūki Itō                         | 8 czerwca 2019   |
| 11 | 11 | Dom Tsuzumi Tsuzumi oyashiki (鼓お屋敷)                                                                  | Shūji Miyahara                   | 15 czerwca 2019  |
| 12 | 12 | Dzik szczerzy kły, a Zenitsu śpi Inoshishi wa kiba wo muki, Zenitsu wa nemuru (猪は牙を剥き、善逸は眠る) | Susumu Takeuchi                  | 22 czerwca 2019  |
| 13 | 13 | Coś ważniejszego niż życie Inochi yori daijinamono (命より大事なもの)                                    | Yūsuke Shibata                   | 29 czerwca 2019  |
| 14 | 14 | Dom z herbem z wisterią Fuji no hana no kamon no ie (藤の花の家紋の家)                                   | Haruo Sotozaki Shūji Miyahara    | 6 lipca 2019     |
| 15 | 15 | Góra Natagumo Natagumo-zan (那多蜘蛛山)                                                                  | Yūki Itō Shinsuke Gomi           | 13 lipca 2019    |
| 16 | 16 | Puszczając kogoś przodem Jibunde wanai dareka wo mae e (自分ではない誰かを前へ)                          | Ken Takahashi                    | 20 lipca 2019    |
| 17 | 17 | Opanuj jedną rzecz Hitotsu no koto kiwame ke (一つのこと極めけ)                                          | Shūji Miyahara Takuya Nonaka     | 27 lipca 2019    |
| 18 | 18 | Fałszywa więź Nisemono no kizuna (偽物の絆)                                                              | Akihiko Uda                      | 3 sierpnia 2019  |
| 19 | 19 | Hinokami (ヒノカミ)                                                                                      | Toshiyuki Shirai                 | 10 sierpnia 2019 |
| 20 | 20 | Udawana rodzina Yose atsume no kazoku (寄せ集めの家族)                                                   | Takashi Suhara                   | 17 sierpnia 2019 |
| 21 | 21 | Przeciw zasadom Tairitsu ihan (隊律違反)                                                                 | Takuya Nonaka                    | 24 sierpnia 2019 |
| 22 | 22 | Mistrz domu Oyakata-sama (お館様)                                                                        | Yūki Itō                         | 31 sierpnia 2019 |
| 23 | 23 | Zebranie Filarów Chūgō kaigi (柱合会議)                                                                  | Ken Takahashi                    | 7 września 2019  |
| 24 | 24 | Trening rehabilitacyjny Kinō kaifuku kunren (機能回復訓練)                                               | Shūji Miyahara Akihiko Uda       | 14 września 2019 |
| 25 | 25 | Tsuguko, Kanao Tsuyuri Tsuguko Tsuyuri Kanao (継ぐ子 栗花落カナヲ)                                       | Shin’ya Shimomura                | 21 września 2019 |
| 26 | 26 | Nowa misja Aratameru ninmu (改める任務)                                                                  | Haruo Sotozaki Yūichi Terao      | 28 września 2019 |

### Sezon 2:Mugen Train ArciEntertainment District Arc(2021–22)
| №                          | #               | Tytuł                                                                             | Reżyseria                        | Premiera             |
| Mugen Train Arc            | Mugen Train Arc | Mugen Train Arc                                                                   | Mugen Train Arc                  | Mugen Train Arc      |
| -------------------------- | --------------- | --------------------------------------------------------------------------------- | -------------------------------- | -------------------- |
| 27                         | 1               | Filar Płomienia, Kyojuro Rengoku En bashira Rengoku Kyōjurō (炎柱・煉獄杏寿郎)    | Shin’ya Shimomura                | 10 października 2021 |
| 28                         | 2               | Głęboki sen! Fukai nemuri (深い眠り)                                              | Toshiyuki Shirai                 | 17 października 2021 |
| 29                         | 3               | Jeśli to prawda…. Hontō nara (本当なら)                                           | Masashi Takeuchi                 | 24 października 2021 |
| 30                         | 4               | Zniewaga Bujoku (侮辱)                                                            | Masashi Takeuchi                 | 7 listopada 2021     |
| 31                         | 5               | Naprzód! Mae e! (前へ！)                                                          | Toshiyuki Shirai                 | 14 listopada 2021    |
| 32                         | 6               | Akaza (猗窩座)                                                                    | Hideki Hosokawa                  | 21 listopada 2021    |
| 33                         | 7               | Rozpal swoje serce Kokoro wo moyase (心を燃やせ)                                  | Haruo Sotozaki                   | 28 listopada 2021    |
| Entertainment District Arc |                 |                                                                                   |                                  |                      |
| 34                         | 8               | Filar dźwięku, Tengen Uzui On bashira Uzui Tengen (音柱・宇髄天元)                | Shin’ya Shimomura Kei Tsunematsu | 5 grudnia 2021       |
| 35                         | 9               | Infiltracja Dzielnicy Uciech Yūkaku sennyū (遊郭潜入)                             | Takashi Suhara                   | 12 grudnia 2021      |
| 36                         | 10              | Kim jesteś? Nanimono? (何者？)                                                    | Akihiko Uda                      | 19 grudnia 2021      |
| 37                         | 11              | Dziś wieczorem Konya (今夜)                                                       | Hideki Hosokawa                  | 26 grudnia 2021      |
| 38                         | 12              | Ale będzie jatka! Dohade ni ikuze!! (ド派手に行くぜ‼)                             | Takuya Nonaka                    | 2 stycznia 2022      |
| 39                         | 13              | Nagromadzone wspomnienia Kasanaru kioku (重なる記憶)                              | Jun’ichi Minamino                | 9 stycznia 2022      |
| 40                         | 14              | Przemiana Henbō (変貌)                                                            | Seiji Harada                     | 16 stycznia 2022     |
| 41                         | 15              | Zebranie Shūketsu (集結)                                                          | Ken Takahashi                    | 23 stycznia 2022     |
| 42                         | 16              | Pokonanie demona pierwszej kwadry Jōgen no oni wo taoshitara (上弦の鬼を倒したら) | Jun’ichi Minamino                | 30 stycznia 2022     |
| 43                         | 17              | Nigdy się nie poddam Zettai akiramenai (絶対諦めない)                             | Toshiyuki Shirai                 | 6 lutego 2022        |
| 44                         | 18              | Nie ważne ilu przeżyje Nando umarekawatte mo (何度生まれ変わっても)               | Hideki Hosokawa                  | 13 lutego 2022       |

### Sezon 3:Katanakaji no sato-hen(2023)
| №  | #  | Tytuł                                                               | Reżyseria                                                  | Premiera         |
| -- | -- | ------------------------------------------------------------------- | ---------------------------------------------------------- | ---------------- |
| 45 | 1  | Dareka no yume (誰かの夢)                                           | Shin’ya Shimomura Takashi Suhara                           | 9 kwietnia 2023  |
| 46 | 2  | Yoriichi zeroshiki (縁壱零式)                                       | Akihiko Uda                                                | 16 kwietnia 2023 |
| 47 | 3  | Sanbyaku-nen ijō mae no katana (300年以上前の刀)                    | Ken Nakazawa                                               | 23 kwietnia 2023 |
| 48 | 4  | Tokitō-kun arigatō (時透君ありがとう)                               | Hideki Hosokawa                                            | 30 kwietnia 2023 |
| 49 | 5  | Kakutō (赫刀)                                                       | Takuya Nonaka                                              | 7 maja 2023      |
| 50 | 6  | Hashira ni narun ja nai no ka! (柱になるんじゃないのか！)           | Seiji Harada                                               | 14 maja 2023     |
| 51 | 7  | Gokuakunin (極悪人)                                                 | Hideki Hosokawa                                            | 21 maja 2023     |
| 52 | 8  | Muichirō no mu (無一郎の無)                                         | Jun’ichi Minamino                                          | 28 maja 2023     |
| 53 | 9  | Kasumi bashira Tokitō Muichirō (霞柱・時透無一郎)                   | Akihiko Uda                                                | 4 czerwca 2023   |
| 54 | 10 | Koi bashira Kanroji Mitsuri (恋柱・甘露寺蜜璃)                      | Yūji Shimizu                                               | 11 czerwca 2023  |
| 55 | 11 | Tsunaida kizuna kawataredoki asaborake (繋いだ絆 彼は誰時 朝ぼらけ) | Ken Nakazawa Seiji Harada Takashi Suhara Jun’ichi Minamino | 18 czerwca 2023  |

### Sezon 4:Hashira geiko-hen(2024)
| №  | # | Tytuł                                                              | Reżyseria                                | Premiera        |
| -- | - | ------------------------------------------------------------------ | ---------------------------------------- | --------------- |
| 56 | 1 | Kibutsuji Muzan o taosu tame ni (鬼舞辻󠄀無惨を倒すために)           | Shin’ya Shimomura Takashi Suhara         | 12 maja 2024    |
| 57 | 2 | Mizu bashira Tomioka Giyū no itami (水柱・冨岡義勇の痛み)          | Yūji Shimizu                             | 19 maja 2024    |
| 58 | 3 | Tanjirō zenkai‼ Bashira keiko dai sanka (炭治郎全快‼ 柱稽古大参加) | Takashi Mamekuza                         | 26 maja 2024    |
| 59 | 4 | Egao ni mareru (笑顔になれる)                                      | Seiji Harada                             | 2 czerwca 2024  |
| 60 | 5 | Oni o kutte made (鬼を喰ってまで)                                  | Hideki Hosokawa                          | 9 czerwca 2024  |
| 61 | 6 | Kisatsutai saikyō (鬼殺隊最強)                                     | Ken Nakazawa                             | 16 czerwca 2024 |
| 62 | 7 | Iwa bashira Himejima Gyōmei (岩柱・悲鳴嶼行冥)                     | Akihiko Uda                              | 23 czerwca 2024 |
| 63 | 8 | Hashira kesshū (柱・結集)                                          | Yūji Shimizu Seiji Harada Haruo Sotozaki | 30 czerwca 2024 |